# Troels Brandt
Troels Carl Fauerholdt Brandt (27. oktober 1909 i Kirke Værløse – 15. oktober 1992 i Kerteminde) var en dansk maler og tegner. Han var søn af malerparret Viggo og Hedvig Brandt. I 1951 blev han gift med maleren Anna Maria Lütken. Dette ægteskab blev opløst 18. november 1960. 10. december samme år blev han gift igen; denne gang med fysioterapeut Maria Munk Andersen.
Troels Brandt blev uddannet på Kunstakademiet i København 1930-37 og hos faderen.
I 1939 rejste Troels Brandt til Grønland for at arbejde hos botaniker Morten P. Porsild med illustrationer til Porsilds forskning. Han opholdt sig under resten af 2. verdenskrig i Grønland, hvor han, med stor fortrolighed med polarklimaets farve- og lysvirkning, skildrede landskaber og den lokale befolkning . Troels Brandt foretog endvidere talrige rejser til det sydlige Europa, især Italien, hvorfra han ligeledes har skildret lokale scenerier. Han var siden 1961 bosat i Kerteminde og var en stor del af kunstnermiljøet i såvel Kerteminde som Odense.

## Note
1. ↑  Troels Brandt, Dagbog fra Grønland 1938-45, Forlaget Atuagkat

## Ekstern kilde/henvisning
- Troels Brandt på Kunstindeks Danmark/Weilbachs Kunstnerleksikon